# Мордовский Каратай
Мордовский Каратай (тат. Искавыл, мрд.-кар. Искавыл) — деревня в Камско-Устьинском районе Татарстана. Входит в состав Кирельского сельского поселения.
Место компактного проживания мокшан-каратаев.

## География
Находится в западной части Татарстана на расстоянии приблизительно 13 км на юго-запад по прямой от районного центра посёлка Камское Устье на речке Мордовская.

## История
Известна с 1620 года. В 1870 году была построена Рождественская церковь, в начале XX века действовал баптистский молельный дом.

## Население
Постоянных жителей насчитывалось в 1782 — 271 душа мужского пола, в 1859 — 848, в 1897 — 1217, в 1908 — 1321, в 1920 — 1352, в 1926 — 935, в 1938 — 578, в 1949 — 372, в 1958 — 470, в 1970 — 284, в 1979 — 173, в 1989 — 120. Постоянное население составляло 103 человека (мордва 29 %, русские 29 %) в 2002 году, 82 — в 2010.